# Ilias Pollalis
Ilias Pollalis (Grieks: Ηλίας Πολλάλης; Chalkis, 19 november 1992) is een Grieks voetballer die bij voorkeur als verdediger speelt. Sinds 2014 speelt hij in de Indian Super League bij Mumbai City FC.